# Sentença Arbitral de Guadalupe
A Sentença Arbitral de Guadalupe foi pronunciada pelo Rei Fernando II de Aragão, no dia 21 de abril de 1486, no Mosteiro de Santa María de Guadalupe. Essa Sentença aboliu os maus usos senhoriais a que estavam sujeitos os remensas que habitavam no Principado da Catalunha em troca de pagamento de compensação.

## História
Após a derrota dos remensas radicais, que participaram da Segunda Guerra Remensa, em 24 de março de 1485, as forças monarquistas desencadearam uma forte repressão contra os rebeldes remensas. Entre outras medidas, os remensas foram proibidos de portar armas. Apesar das medidas repressiva, ainda existiam milicianos remensas atuando nas montanhas de Girona e a situação continuava tensa em municípios vizinhos como na região de La Selva.
Nesse contexto, o governador Requesens, seguindo as instruções do Rei Fernando II de Aragão, optou por buscar um acordo com os remensas para conseguir a pacificação total do território e em 1º de abril permitiu que eles se reunissem em uma assembleia em Madremaña.
Os remensas que participaram dessa reunião concordaram em depor as armas e discutir a proposta de acordo do monarca.
O Rei Fernando II, que estava em Sevilha, enviou Lluís Margarit, sobrinho do Bispo de Girona, Juan Margarit y Pau, à Catalunha para negociar um acordo entre os senhores feudais e os remensas, que teria como base um documento assinado, em janeiro de 1485, pelos remensas moderados.
Margarit chegou a Barcelona no final de abril e depois de alguns contatos iniciais, dirigiu-se ao Castelo de Sant Gregori, onde reuniu-se, entre os dias 9 e 10 de junho com os líderes remensas, dentre eles: Francesc de Verntallat e Pere Antoni de Vilobí d'Onyar.
No dia 15 de junho, ocorreu uma segunda reunião em Cassà de la Selva, onde a proposta de acordo com os remensas foi concluída.
Essa proposta seria apresentada a representantes das três cidades que eram sede de dioceses na Catalunha: (Barcelona, Girona e Vic) para que mediassem a aceitação perante os senhores feudais e para que soubessem que "os remensas queriam justiça".
Entretanto, as conversações entre os representantes dos remensas e dos senhores feudais em Barcelona não deram nenhum resultado.
A falta de acordo impulsionou novas rebeliões dos remensas radicais. Desse modo, entre o final de junho e o início de julho de 1485, quando o colapso das negociações de Barcelona já era um fato, um grupo de remensas liderados por Bartolomé Sala saqueou a vila de Moncada, enquanto outro grupo, depois de tentar tomar o Castelo de Anglés, apoderou-se do Castelo de Hostoles.
Poucos dias depois, um grupo de remensas de Llagostera, composto por cerca de trinta homens, atacou duas vezes seguidas o Mosteiro de San Felíu de Guixols. Na mesma época, pequenos grupos de remensas atacaram Calonge e Castellfullit de la Roca.
Esses violentos grupos de remensas tinham suas bases de operações nos condados de Rossilhão e Cerdanha, então na posse do Reino da França. Nesse contexto, o representante da Coroa de Aragão na Catalunha pediu ao governador dos condados que agisse contra os remensas radicais, mas não houve resultado prático decorrente desse pedido.
Por outro lado, Margarit continuou tentando chegar a um acordo e, no dia 20 de julho, se reuniu novamente com os líderes remensas, em Vilobí d'Onyar. No dia 20 de agosto, ocorreu uma nova reunião em Amer, na qual foram escolhidos os representantes dos remensas que iriam à corte, mas essa ida foi cancelada por decisão do Conselho Real e do representante da Coroa de Aragão na Catalunha .
Após perceber que Margarit não tinha mais condições de estar a frente das mediações para solucionar o conflito entre remendas e senhores feudais, o Rei Fernando II de Aragão enviar à Catalunha um novo mediador: o nobre castelhano Don Iñigo López de Mendoza, que chegou em Barcelona, no início de outubro de 1485.
Naqueles dias, existia um agrupamento de cerca de 60 remensas rebeldes liderados por Narciso Goxart que estava operando na região de Girona. Esse grupo tomou o Castelo de Palau de la Tor, mas manteve esse controle por apenas poucos dias. O grupo mais importante de remensas rebeldes era aquele liderado por Bartolomé Sala, que tomou Castellbell i el Vilar e, depois, provavelmente no dia 21 de outubro, atacou a fortaleza de Monistrol de Montserrat, que protegia o Mosteiro de Montserrat.
Ao saber do ataque, o representante da Coroa de Aragão na Catalunha ordenou a convocação do Somatén (organização policial catalã) e exigiu que o Conselho dos Cem formasse uma tropa em Barcelona para ser enviada para combater a nova rebelião de remensas.
Poucos dias depois de chegar à Barcelona, López de Mendoza reuniu-se com nobres e integrantes do clero para comunicar que o Rei Fernando II de Aragão desejava que houvesse um acordo entre remensas e senhores feudais, pois esse seria o único modo de impedir que a eclosão de novas revoltas armadas de remensas.
No dia 28 de outubro, após árduas negociações, nobres e integrantes do clero assinaram um compromisso para aceitar a arbitragem do Rei Fernando II de Aragão para solucionar o conflito, com algumas salvaguardas. Poucos dias antes, López de Mendoza havia saído de Barcelona em direção à Girona para se encontrar com os representantes dos remensas. Nesse percurso, parou em Sant Celoni, onde se reuniu com Bartolomé Sala e o convenceu a devolver a fortaleza de Castellbell i el Vilar. Por isso, foi muito criticado pelos senhores feudais e pelo Conselho dos Cem que queriam solucionar o conflito com o uso da força.
No dia 8 de novembro, López de Mendoza se reuniu com representantes dos remensas, dentre eles Francesc de Verntalla, em Amer. Nessa reuniu, os líderes dos remensas assinaram o compromisso que aceitava a arbitragem do Rei Fernando II de Aragão para solucionar o conflito.
Além disso, López de Mendoza conseguiu, como demonstração de boa vontade, que os remensas devolvessem cerca de vinte castelos e fortalezas que ainda tinham tomado durante a nova fase da rebelião. além da devolução de bens móveis que tinham sido tomados por remensas rebeldes.
Após esse acordo, apenas alguns pequenos grupos de remensas rebeldes continuaram a operar. comandados por Narciso Goxat, Pedro Vila e Francisco Sala (filho de Pere Joan Sala).
Depois disso, ainda ocorreriam duras negociações na corte entre os representantes dos remensas, dos senhores feudais da Catalunha e de funcionários do Rei Fernando II de Aragão, chefiados por Alfonso de la Cavalllería, vice-chanceler da Coroa de Aragão, que estava em estreito contato com o Rei. Tais negociações se prolongaram do início de janeiro até o início de abril de 1486.
No dia 21 de abril, foi publicada, no Mosteiro Real de Santa Maria de Guadalupe, a Sentença Arbitral de Guadalupe, que seria a solução final para o conflito entre os remensas e os senhores feudais da Catalunha.

## A Sentença
A sentença tinha duas partes:
- a primeira, que era integrada pelos capítulos 1 a 17, abolia os maus usos senhoriais sofridos pelas remensas[8] e estabelecia uma situação jurídica entre os camponeses e os senhores feudais.
- a segunda, que era integrada pelos capítulos 18 a 24, continha medidas punitivas contra rebeldes remensas que insistiam no conflito armado.[9][5]

Por outro lado, os senhores feudais tiveram o direito a receber compensações financeiras pela abolição dos maus usos senhoriais, portanto, teriam o direito a receber 60 salários de família camponesa, sendo 10 salários a serem recebidos pela abolição de cada mau uso.
Por outro lado, foi preservada a obrigação de pagamento de censos.

## Consequências
No dia 8 de maio de 1486, o Rei Fernando II de Aragão restabeleceu o direito de reunião para os remensas, por meio do restabelecimento da salvaguarda de 1483 que havia sido revogada em 1484. Desse modo, no dia 03 de julho, cerca de quarenta representantes de remensas se reuniram no convento de San Francisco de Assis em Girona, onde a Sentença de Guadalupe foi lida e aceita por todos que, então, nomearam uma comissão de nove membros que se encarregaria de zelar pela sua aplicação em sua aplicação.
No dia 11 de julho, ocorreu a primeira reunião da referida comissão, juntamente como Antonio de Vivers e Jaime Ferrer, os delegados nomeados pelo Rei Fernando II de Aragão, para zelar pela execução da sentença.
Os principais líderes condenados pela sentença, tais como: Narciso Goxat e Bartolomé Vila, fugiram para o condado de Rossilhão, então sob o domínio do Reino da França.
A execução de alguns dos prisioneiros condenados não trouxe tranquilidade ao Principado da Catalunha.
No final de 1487, a grande maioria dos remensas tinha aceitado os termos da Sentença de Guadalupe, entretanto, outros fizeram o possível para atrapalhar sua aplicação. Muitos senhores feudais também procuravam dificultar a aplicação da Sentença de Guadalupe.
Entre o final de 1487 e o início de 1488, realizou-se em Saragoça uma importante reunião, onde esteve presente o Rei Fernando II de Aragão, que também contou com a presença de representantes dos senhores feudais, de remensas e uma delegação das autoridades catalãs chefiada pelo Representante da Coroa de Aragão na Catalunha, para tentar superar os obstáculos que dificultavam a aplicação da Sentença de Guadalupe.
Durante essa reunião, o Rei Fernando II de Aragão decidiu reduzir o número de remensas rebeldes condenados para doze, permitindo que muitos pudessem retornar para as suas casas e para o cultivo de de suas terras. Essa medida ajudou a reduzir a quantidade de remensas que não estavam dispostas a aceitar a pacificação.
Dentre aqueles que continuavam dentro do rol de condenados, estavam Narciso Goxat e Terrés lo Barbut, que lideravam um pequeno grupo que continuava a promover ações armadas. Em janeiro de 1489, esse grupo incendiou a casa de um representante dos remensas em Vallmajor e causou sérios danos ao seu gado. Em junho, o grupo atacou a casa do fidalgo Juan Pedro de Cruïlles em Terrés lo Barbut e, depois de saqueá-la a incendiaram gritando: "Morram cavalheiros!!!""".
Depois disso, roubaram e assassinaram o senhor Juan Pedro de Viure. Talvez seu feito mais notável tenha sido a tomada do Castelo de Santa Coloma de Farners.
Entretanto, em setembro de 1489, o representante da Coroa de Aragão na Catalunha organizou um "somatén" (grupo paramilitar formado por policiais) sob o comando de Gilabert Salbá para agir contra o grupo liderado por Narciso e Terrés. Esse grupo conseguiu fazer com que o grupo rebelde se retirasse do Principado da Catalunha, pondo fim ao problema dos condenados que nunca havia encontrado apoio entre os camponeses.
No dia 24 de maio de 1490, após a pacificação, o Rei Fernando II de Aragão aprovou um perdão para esse último grupo de rebeldes. No entanto Goxat continuou a agir e, no final de 1490, atacou o povoado de "Abellas". Talvez o último ato desse ciclo de violência, tenha sido a tentativa de assassinato do Rei Fernando II de Aragão, cometida, em dezembro de 1492, pelo camponês Juan de Cañamares, nas escadarias do palácio real em Barcelona.
Em fevereiro de 1501, quase todos os remensas já haviam pago todas as prestações previstas na Sentença de Guadalupe e, portanto, livres dos maus usos senhoriais, sendo, portanto, ex-remensas.

## Avaliação
Segundo Hernández Cardona: "A Rebelião Remensa resultou na primeira vitória revolucionária dos camponeses europeus. Conquistas semelhantes não se espalhariam na Europa até o final do século XVIII".